# فيلي سميث (لاعب كرة قدم أمريكية أمريكي)
فيلي سميث (بالإنجليزية: Willie Smith)‏ هو لاعب كرة قدم أمريكية أمريكي، ولد في 13 نوفمبر 1986 في سميثفيلد في الولايات المتحدة.

## وصلات خارجية
- فيلي سميث (لاعب كرة قدم أمريكية أمريكي) على موقع مرجع كرة القدم المحترفة.كوم (الإنجليزية)